# 첫사랑 (1965년 영화)
"첫사랑"(The First Love)은 한국에서 제작된 김기 감독의 1965년 멜로/로맨스, 드라마 영화이다. 강신성일 등이 주연으로 출연하였고 곽정환 등이 제작에 참여하였다.

## 출연

### 주연
- 강신성일
- 엄앵란
- 최난경
- 김승호

## 기타
- 조명: 고해진
- 미술: 홍성칠